# Patarei

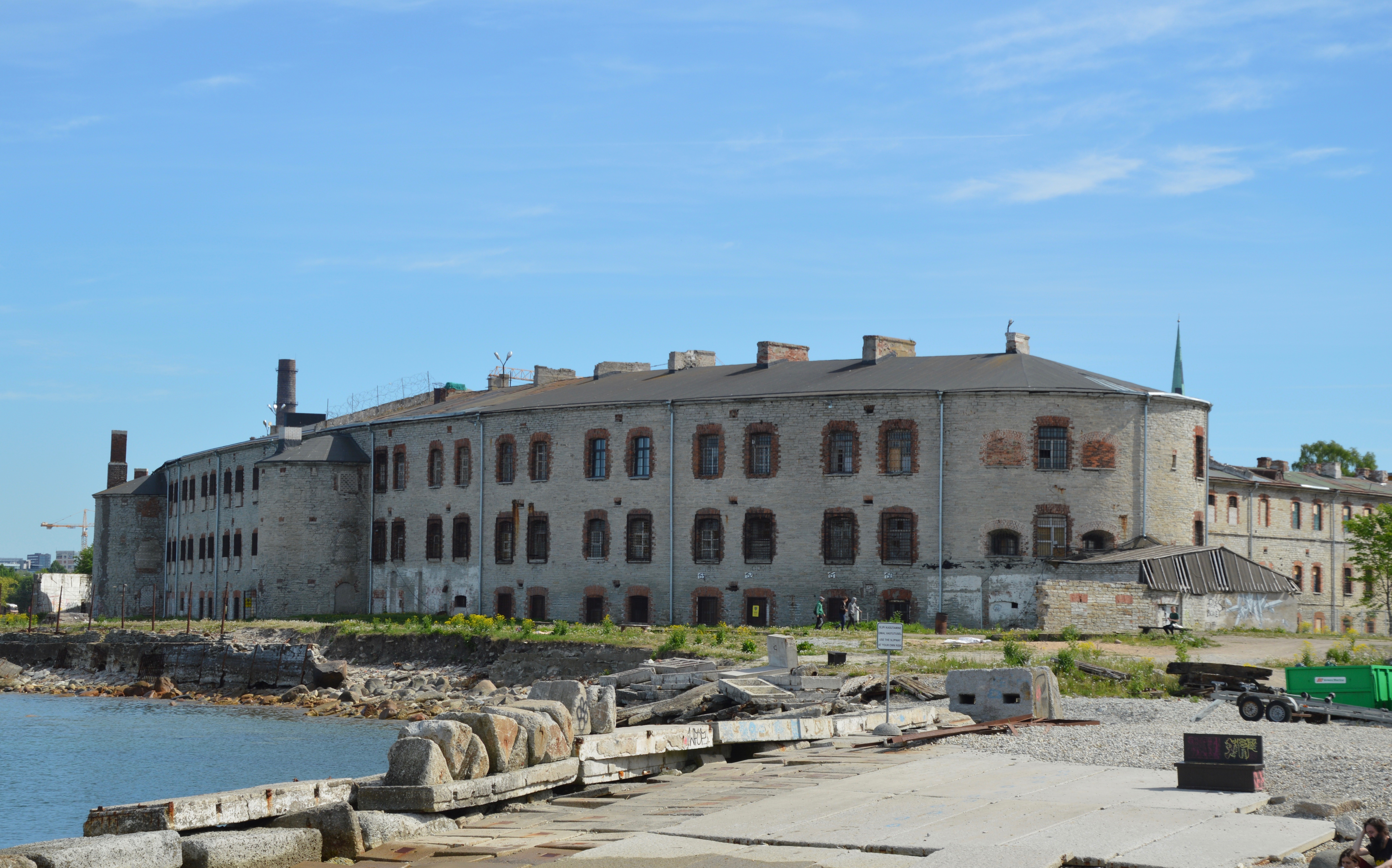

Patarei – bateria nadbrzeżna, część fortyfikacji nadmorskich Tallinna wzniesionych w XIX w., następnie w latach 1920–2002 więzienie.

## Historia
Bateria nadbrzeżna w tallińskiej dzielnicy Kalamaja została wzniesiona w 1840 r. na rozkaz cara Mikołaja I. W związku z rozwojem techniki wojennej obiekt stracił z czasem znaczenie obronne i od 1867 r. był użytkowany jako koszary.
Po uzyskaniu niepodległości przez Estonię, w 1919 r. bateria została zaadaptowana na więzienie. Gdy w 1940 r. Estonia została przyłączona do ZSRR, w obiekcie rozmieszczono stalinowskie więzienie polityczne. Więzienie znajdowało się w twierdzy również podczas niemieckiej okupacji Estonii i po powtórnej aneksji Estonii do ZSRR w 1944 r. W Patarei była przetrzymywana większość z 10 tys. Estończyków aresztowanych w latach 1940–1941 przez NKWD z powodów politycznych, przed egzekucją lub deportacją. Z kolei w 1945 r. w więzieniu było przetrzymywanych ponad 4 tys. więźniów politycznych. Ostatni więźniowie polityczni przebywali w Patarei jeszcze w latach 80. XX w.

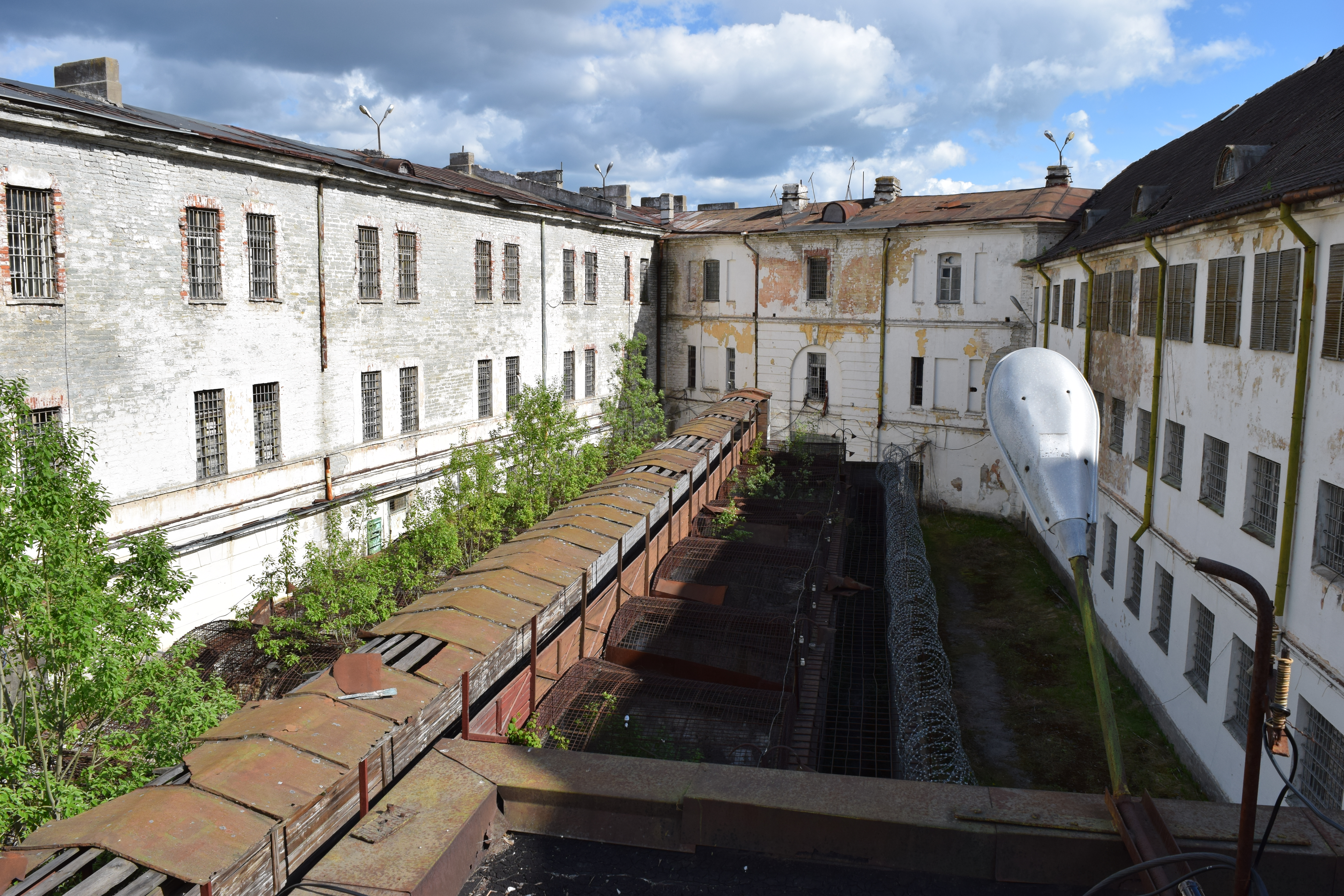
Budynki więzienia i dziedzińce wewnętrzne, stan z 2016 r.

Więzienie mieściło się w Patarei do 2002 r. Następnie państwo estońskie bez powodzenia starało się sprzedać obiekt, który ostatecznie został zakupiony przez firmę Urmasa Sõõrumaa. Kompleks ma pełnić różne funkcje komercyjne. Wyjątkiem jest wschodnie skrzydło twierdzy, w którym, zgodnie z decyzją władz estońskich z 2018 r., tworzone jest muzeum pamięci ofiar komunizmu. Pierwsza część ekspozycji została udostępniona zwiedzającym rok później. We wschodnim skrzydle Patarei zachowały się więzienne cele, korytarze, dziedzińce oraz pomieszczenia, w których wykonywano wyroki śmierci przez rozstrzelanie.